# La Maison dans la dune (film, 1988)
Pour les articles homonymes, voir La Maison dans la dune (homonymie).
La Maison dans la dune est un film belge réalisé par Michel Mees en 1988.

## Fiche technique
- Réalisation : Michel Mees
- Scénario : d'après La Maison dans la dune de Maxence Van der Meersch

## Distribution
- Tchéky Karyo : Sylvain
- Jean-Pierre Castaldi : Lourges
- Nathalie Dauchez : Pascaline
- Sylvie Fennec : Germaine
- Raoul Billerey : César